# Cropston
Cropston är en by i civil parish Thurcaston and Cropston, i distriktet Charnwood, i grevskapet Leicestershire, England. Byn är belägen 7 km från Leicester. Orten har 1 136 invånare (2018). Cropston var en civil parish 1866–1935 när det uppgick i Thurcaston. Civil parish hade 404 invånare år 1931.